# Ismail Kadare
Ismail Kadare (AFI: [ismaˈil kadaˈɾe]; Argirocastro, 28 gennaio 1936 – Tirana, 1º luglio 2024) è stato uno scrittore, poeta, saggista e sceneggiatore albanese.
Considerato uno dei più grandi scrittori albanesi, durante il regime comunista fu membro dell'Assemblea del Popolo per 12 anni (1970-1982) e vicepresidente del Fronte Democratico dell'Albania. Iniziò scrivendo poesie, ma fu la pubblicazione del suo primo romanzo, Il generale dell'armata morta, che ne fece la figura letteraria dominante in Albania e gli diede notorietà internazionale.
Kadare visse e pubblicò le sue opere in condizioni non paragonabili a quelle di altri paesi comunisti europei, dove comunque un certo livello di dissenso pubblico era tollerato, essendo la situazione in Albania simile a quella nella Corea del Nord o nell'Unione Sovietica degli anni Trenta sotto Stalin. Kadare nondimeno usò ogni occasione per attaccare il regime nelle sue opere per mezzo di allegorie politiche. Più romanzi di Kadare, come Concerto alla fine dell'inverno, Il mostro e Il palazzo dei sogni, sono stati banditi dallo stato.

## Biografia
Kadare nacque il 28 gennaio 1936 ad Argirocastro, città dell'Albania meridionale, dove trascorse l'infanzia e terminò la scuola superiore. In seguito si laureò nella Facoltà della Storia e Filologia presso l'Università di Tirana.
Studiò per due anni letteratura mondiale all'Istituto Gor'kij a Mosca, ma fu costretto ad abbandonare a causa del rapporto diplomatico complicato con l'Unione Sovietica.
Tornato in patria, iniziò la sua carriera come giornalista in una rivista nota nel paese come Drita ("Luce"); in breve tempo divenne noto e passò alla direzione della rivista Les letres albanaises.
Inizialmente si dedicò alla poesia, passione avuta fin dai tempi del liceo, pubblicando varie raccolte aventi successo. Nel 1963 scrisse il primo romanzo, Il generale dell'armata morta, il quale non solo risultò la sua opera principale, ma gli diede una spinta per occuparsi soprattutto di questo genere. Negli anni Settanta formò un trio con altri poeti albanesi, che elevarono in alto la poesia nel paese, ma limitandosi solo nella madre patria. Nel 1990 per esprimere pubblicamente a livello internazionale la propria disapprovazione nei confronti dell'immobilità della dirigenza comunista albanese, chiese e ottenne asilo politico in Francia, dove già in precedenza divenne noto anche come Ismail Kadaré.

L'opera letteraria dell'autore, che trascorse la sua vita divisa tra Tirana e Parigi, fu molto varia, ma i contributi maggiori furono nel campo della poesia e del romanzo. Considerato come uno dei più grandi scrittori e intellettuali europei del XX secolo fu, inoltre, un'autorevole voce universale contro il totalitarismo:

## Opere

### Raccolte di poesie
- 1954 - Le ispirazioni giovanili
- 1957 - I sogni...
- 1961 - Il mio secolo
- 1964 - Perché pensano queste montagne
- 1968 - Motivi di sole
- 1976 - Il tempo
- 2003 - Gocce di pioggia caddero sul vetro

### Narrativa
- 1963 - Il generale dell'armata morta
- 1968 - Le nozze
- 1970 - I tamburi della pioggia
- 1971 - La città di pietra
- 1973 - L'inverno della grande solitudine
- 1977 - Le generazione degli Hankonati
- 1977 - L'emblema di un tempo
- 1978 - Il ponte a tre archi
- 1978 - La commissione delle feste
- 1978 - Il crepuscolo degli dei della steppa
- 1980 - Aprile spezzato
- 1980 - Chi ha riportato Doruntina?
- 1980 - Sangue freddo- raccolta di novelle
- 1981 - Il palazzo dei sogni
- 1985 - Chiaro di luna
- 1986 - L'anno avverso
- 1988 - Concerto alla fine dell'inverno
- 1990 - Il mostro
- 1991 - L'occhio del tiranno
- 1995 - La piramide
- 1996 - Spiritus
- 1996 - Le spiagge d'inverno
- 1999 - Tre canti funebri per il Kosovo
- 1999 - La fuga del migrante
- 1999 - Il furto del sonno reale
- 2001 - L'anello negli altigli
- 2001 - La città senza pubblicità
- 2005 - Freddi fiori d'aprile
- 2006 - Vita, avventure e morte di un attore
- 2007 - La figlia di Agamennone
- 2007 - L'aquila
- 2008 - Il Successore
- 2008 - La cena sbagliata
- 2009 - Un invito a cena di troppo
- 2009 - La provocazione
- 2009 - L'impedita - requiem per Linda B.
- 2010 - L'incidente
- 2015 - La bambola[14]

### Saggistica
- 1981 - Una cartella per Omero
- 1991 - Il peso della croce
- 1995 - Albania
- 1996 - Dialogo con Alain Bosquet
- 1997 - Il cugino degli angeli
- 1998 - La nazione albanese nell'entrar del terzo millennio
- 2000 - Tempi barbari
- 2006 - L'identità europea degli Albanesi
- 2006 - Amleto, il principe difficile
- 2007 - Dante, l'inevitabile
- 2008 - Eschilo il gran perdente
- 2018 - Kur sunduesit grinden

## Filmografia
- 2009 - Cendres et sang
- 2008 - Time of the comet
- 2001 - Abril despedaçado
- 1987 - Avril brisé
- 1983 - Il generale dell'armata morta

## Riconoscimenti
- Nel 1992 vinse il Premio mondiale Cino Del Duca.
- Nel 1992 ricevette Premio Grinzane Cavour per la Narrativa straniera.
- Nel 1993 vinse il Premio Mediterraneo per stranieri con La Pyramide.[17]
- Dal 1996 fu membro associato a vita dell'Académie des sciences morales et politiques, dove prese il posto occupato in precedenza da Karl Popper.[18]
- Nel 1998 vinse il Premio Herder.
- Nel 1999 ricevette il Premio Feronia-Città di Fiano.
- Nel 2005 gli fu assegnata la prima edizione del Man Booker International Prize,[19]
- Nel 2008 gli fu assegnato il Premio Flaiano per la narrativa.
- Nel 2009 vinse il premio Principe delle Asturie per la Letteratura.[20]
- Nel 2009 gli fu conferita la Laurea honoris causa in Scienze della comunicazione Sociale e Istituzionale dall'Università di Palermo su invito della Cattedra di Lingua e letteratura albanese.[21]
- Nel 2010 ricevette il Premio Lerici Pea Golfo dei Poeti.
- Nel 2015 gli fu assegnato il Jerusalem Prize.
- Nel 2018 ricevette il Premio Internazionale Nonino.[22]
- Nel 2019 fu insignito del Neustadt International Prize for Literature 2020[23] e il Premio Park Kyung-ni.[24]
- Più volte candidato al Premio Nobel per la letteratura,[10][25][26], fu anche membro d'onore all'Accademia Francese.